# Piec kołpakowy
Piec kołpakowy – piec grzewczy nieprzelotowy stosowany do wyżarzania wyrobów stalowych, przydatny do pracy w atmosferze technologicznej.
Piec kołpakowy składa się z dwóch zasadniczych części:
- stałej podstawy, na której umieszcza się wsad przykrywając go muflą stalową,
- ciężkiego kołpaka ogrzewanego gazem lub elektrycznością, który nakłada się z góry za pomocą suwnicy.